# 旭丘山
旭丘山，又稱旭岡、旭丘（日语：／ Asahi ga oka */?），是位於台灣基隆市中正區的山丘，位在大沙灣的久留米嶺後方。日治時代以「旭岡觀日」名列台灣八景之一，當時規劃為「平和公園」，也稱作「旭丘公園」，山下有孤拔濱（後稱大沙灣海水浴場，今已不存）以及法國公墓。現今山頂區域設有正濱國中、三軍總醫院基隆院區與軍方營區。

## 脚注
1. ↑  .   [2015-07-15]. （原始内容存档于2015-07-15）.